# Pier Paolo D'Attorre
Pier Paolo D'Attorre né à Reggio d'Émilie le 28 novembre 1951 et mort à Ravenne le 27 avril 1997 est un historien et homme politique italien.

## Biographie
Pier Paolo D'Attorre né à Reggio d'Émilie le 28 novembre 1951 obtient la laurea à l'Université de Bologne en 1976 et devient chercheur (1985) et professeur auprès de cette université.
Le 6 juin 1993 il est élu maire de Ravenne affilié au Parti démocrate de la gauche. Le 27 décembre 1994, sur proposition du Ministère de l'intérieur, le Président de la république italienne le fait Commandeur de l'Ordre du Mérite de la République italienne. Il reste maire jusqu'au jour de sa mort à Ravenne le 27 avril 1997.

## Publications
- Novecento padano: l'universo rurale e la grande trasformazione, éditeur Donzelli, Rome, 1er janvier 1998.